# 徳永兼一郎
徳永 兼一郎（とくなが けんいちろう、1941年4月26日 - 1996年5月17日）は、日本のチェロ奏者。

## 人物・来歴
本名は徳永健一郎。1941年4月26日、東京都生まれ。父はヴァイオリニストの徳永茂、妻はピアニストの徳永扶美子。また、 弟はヴァイオリニストの徳永二男。6歳より小野アンナにヴァイオリンを学び、 10歳でチェロに転向し、斉藤秀雄に師事する。 その後、桐朋学園大学に入学するも、1964年に中退してNHK交響楽団に入団し首席奏者となる。1973年、さらに研鑽をつむためドイツミュンヘンへ留学しワルター・ノータスに師事。 NHK交響楽団の首席奏者として活躍すると同時に、NHK交響楽団のメンバーで構成された東京八重奏団の一員として室内楽にも活躍した。また、東京音楽大学、桐朋学園大学で後進の指導にもあたった。演奏家として円熟期を迎えていたが、1991年癌を発症する。その後も治療を受けながら演奏活動を続けるが、次第に病状が悪化。1996年5月17日、神奈川県内のホスピスで死去。55歳没。

亡くなる直前の3月にホスピスで開いた小さな演奏会の様子が映像に残されており、NHK「にっぽん点描　最期のコンサート～あるチェロ奏者の死」として放送された（1996年11月17日初放送）。また、この演奏会についてのエピソードが「最後のコンサート ― チェロ奏者・徳永兼一郎」として道徳の教科書に採用されている。

また、日本音楽コンクールでは2001年より「徳永賞」が創設され、チェロ部門の最優秀賞に贈られている。

## 受賞歴
- 1956年、第25回音楽コンクールチェロ部門で第1位特賞。
- 1983年　第3回有馬賞受賞。

## 録音
- 『白鳥 徳永兼一郎チェロ名曲集』コロムビアミュージックエンタテインメント 2008年。